# Nagy Magellán-felhő
A Nagy Magellán-felhő (angolul Large Magellanic Cloud, rövidítve LMC) törpegalaxis, amely Tejútrendszerünk körül kering, nagyjából ötven kiloparszek (163 000 fényév) távolságra.  Átmérője kb. 1/20-a a mi galaxisunkénak, csillagainak száma pedig 1/10 része (ez nagyjából 1010 csillagot jelent), és felfedeztek benne egy 9 naptömegű fekete lyukat is. Bár jórészt szabálytalan az alakja, fellelhetőek a spirális szerkezet nyomai.  A NASA Extragalactic Database az Irr/SB(s)m típusba sorolja (Hubble-sorozat).
Az LMC valaha küllős spirálgalaxis lehetett, mely a Tejútrendszer zavaró hatására nagyjából szabálytalan alakúvá vált, még mindig van egy központi küllős szerkezete. A Lokális Csoport negyedik legnagyobb tagja az Androméda-galaxis (M31), a Tejútrendszer és a Triangulum-galaxis (M33) után.
Fényes objektumként látható a déli égbolton, az Aranyhal (Dorado) és a Táblahegy (Mensa) csillagképek határán.  Ferdinand Magellanról nevezték el, aki megfigyelte ezt és a Kis Magellán-felhő nevű társát Föld körüli útja során. 964-ben 'Abd Al-Rahman Al Sufi is megemlítette Állócsillagok könyve című művében.

## Távolság
Mint minden galaxis esetében, az LMC pontos távolságának megállapítása is nagy kihívás, és az eredmények az évek során alaposan változtak. A fő nehézség a mi galaxisunkban található standard gyertyák parallaxismérésének bizonytalanságából származnak, ezen alapul ugyanis az extragalaktikus távolságok kalibrációja; például cefeida és RR Lyrae típusú változókon; másik nehézség az LMC fémszegénységének hatása ezeknek a változócsillagoknak a fényerősségére (luminozitására). Az elmúlt évtizedek becslései a 155 ezer és  165 ezer fényév tartományba estek. Az utóbbi egy évtized mérései alapján, 2013-ban közzétett adatok szerint, amit ritka kettőscsillagok megfigyelésével nyertek a kutatók, a Nagy Magellán-felhő távolsága 163 000 fényév.
A Nagy Magellán-felhő pontosabb távolsága a Cefeida-típusú változócsillagok távolságának pontosítására használható, amiket standard gyertyaként távolabbi galaxisok távolságának meghatározására alkalmaznak. A Hubble-állandó pontosabb értékének meghatározásához is használható.
A Nagy Magellán-felhő átlagos sajátmozgása keleti irányban 2,03 ± 0,08 ezred ívmásodperc/év, észak felé pedig 0,44 ± 0,05 ezred ívmásodperc/év. Ezekből a szögelmozdulásokból kiszámítható a Nagy Magellán-felhő Tejútrendszerhez viszonyított sebessége. Látóirányban 89 ± 4 km/s, arra merőlegesen 367 ± 18 km/s. A két sebességkomponens aránya arra utal, hogy a felhő nemrég jutott túl Tejútrendszer körüli keringésének pericentrumán.

## Tulajdonságai
Mint sok szabálytalan galaxis, a Nagy Magellán-felhő is gazdag gázban és porban, és jelenleg is élénk csillagkeletkezési terület.  Itt található a Tarantula-köd, a Lokális Csoport legaktívabb csillagkeletkezési helye.
Az LMC telis-tele van olyan galaktikus objektummal és jelenséggel, mely miatt a „csillagászati kincsesház, a csillagok születésének és fejlődésének óriási égi laboratóriuma” elnevezést kapta Robert Burnham, Jr. csillagásztól A galaxis kutatása során nagyjából 60 gömbhalmazt, 400 planetáris ködöt és 700 nyílt halmazt találtak, emellett százezres nagyságrendű óriás és szuperóriás csillagot. Az 1987a szupernóva – az utóbbi 400 év legközelibb szupernóvája – szintén itt robbant fel. A Nagy Magellán-felhőben fedezték fel a gamma-pulzárokat is.

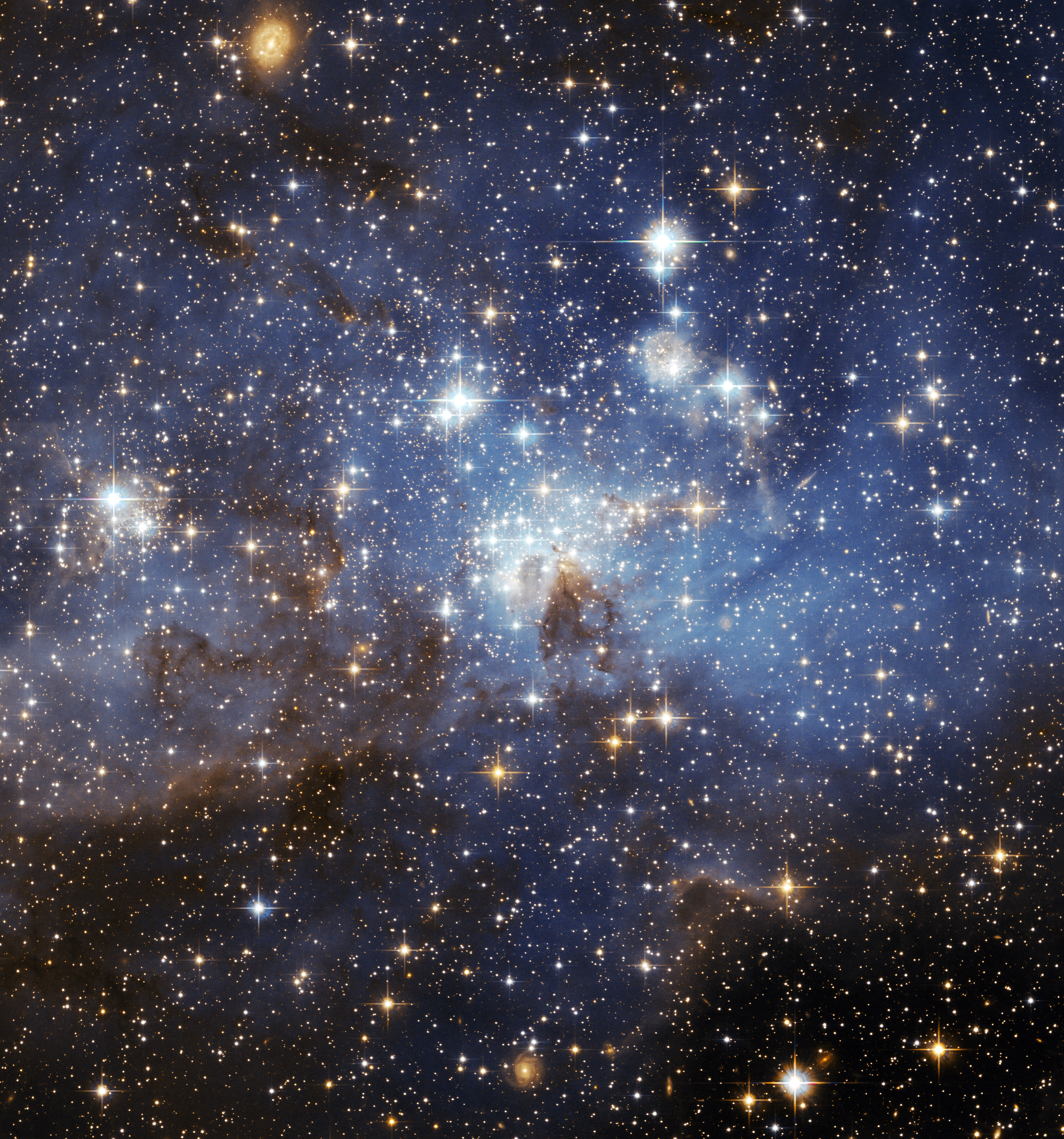
LH 95 csillagbölcső a Nagy Magellán-felhőben. Credit: NASA/ESA

## Magellán-híd
A két Magellán-felhőben hatalmas mennyiségű (több százmillió naptömegnyi) semleges hidrogén van a csillagközi térben. A gáz egy része – a felhők egymásra kifejtett árapályereje, illetve a Tejútrendszer és a Magellán-felhők közötti gravitációs kölcsönhatás következtében – hídként húzódik a két felhő között. A híd körvonalait a két galaxisból kiszabadult hidrogént tartalmazó felhők rajzolják ki, de fiatal csillaghalmazok is találhatók benne. A Magellán-hídban több tucat fősorozat előtti fejlődési állapotú emissziós csillagot (HAe/Be-csillagokat) találtak, ami arra utal, hogy jelenleg is keletkeznek csillagok az intergalaktikus anyagban.

## Látvány a Nagy Magellán-felhőből
A Nagy Magellán-felhő egy elképzelt bolygójáról a Tejútrendszer lenyűgöző látvány lenne. Galaxisunk teljes látszólagos magnitúdója -2,0 lenne – azaz 14-szer fényesebb, mint az LMC a Földünkről – és nagyjából 36°-os területet érne át az égbolton, mely 70 telihold átmérőjének felel meg. Továbbá a Nagy Magellán-felhő galaktikus szélességi pozíciója miatt a szemlélő rézsútosan látna rá az egész galaxisunkra, tisztán mindenféle csillagközi portól, ami a Tejútrendszer vizsgálatát nehézzé teszi a Földről. Szomszédjának, a Kis Magellán-felhőnek (SMC, Small Magellanic Cloud) a látszólagos magnitúdója 0,6 körül lenne, ami lényegesen fényesebb, mint ahogy az LMC nekünk látszik.

## Lásd még
- Kis Magellán-felhő
- SN 1987A
- WOH G64
- HD 269810